# DIMES
DIMES Distributed Internet MEasurements & Simulations è un progetto di calcolo distribuito che vuole studiare la struttura e la topologia di internet.

## Scopo del progetto
Fin dalla prima esistenza di internet la sua struttura è decentralizzata e poco conosciuta. Il miglior modo per comprendere i punti critici della sua struttura ed eventualmente porvi rimedio è quello di costruire una mappa di internet che possa evidenziare le velocità e i nodi più importanti attraverso i quali passano le informazioni.

## Funzionamento
A differenza di molti altri progetti di calcolo distribuito che richiedono elevato impegno di CPU, qui vengono richiesti anche la connessione ad internet (per effettuare i test stessi sulla rete) e un'elevata diffusione dei partecipanti. Maggiori punti di osservazione ci saranno minori saranno le parti "oscure" della mappa del progetto.
Il DIMES agent si connette per studiare la struttura della rete in un modo del tutto simile all'esecuzione di un traceroute e di un ping. Periodicamente le informazioni vengono spedite alla sede centrale del progetto.

## Software
Il software del progetto chiamato DIMES agent è scritto in JAVA pertanto è multipiattaforma e ed è usabile su GNU/Linux, macOS e Microsoft Windows.